# Rhytidoponera peninsularis
Rhytidoponera peninsularis är en myrart som beskrevs av Brown 1958. Rhytidoponera peninsularis ingår i släktet Rhytidoponera och familjen myror. Inga underarter finns listade i Catalogue of Life.